# Partit Europeu d'Ucraïna
El Partit Europeu d'Ucraïna (ucraïnès Європейська партія України) és un partit polític d'Ucraïna d'orientació liberal, dirigit per Mikola Katerintxuk. A les eleccions al Parlament d'Ucraïna de 2007 formà part de la coalició Bloc la Nostra Ucraïna-Autodefensa Popular, que va obtenir 72 escons dels 450 de la Rada Suprema. Tot i que té previst participar en les pròximes eleccions parlamentàries amb la mateixa coalició, ha mantingut converses amb el Bloc Litvín, amb el Bloc Iúlia Timoixenko i amb Vitali Klitxkó (en el cas que volgués participar com a independent).